# Vine
Vine — мобільний застосунок, який дає змогу створювати короткі (тривалістю 6 секунд) кліпи. Належить компанії Twitter, яка купила його в жовтні 2012 року. Сервіс був відкритий для широкої публіки 24 січня 2013 року. Уже 9 квітня 2013 року Vine став найбільш завантажуваним безкоштовним застосунком в iOS App Store.
Vine не інтегрований в Twitter, але дозволяє додати звідти «друзів», що також використовують Vine.
У свій час число його користувачів доходило до 200 млн осіб. Незважаючи на це, пізніше сервіс не витримав конкуренції з Instagram, Snapchat і YouTube і почав втрачати аудиторію, в результаті 27 жовтня 2016 року було оголошено про швидке закриття сервісу.

## Технічні подробиці
Для створення відео необхідно натиснути й утримувати палець на екрані мобільного пристрою. Застосунок дає змогу зупиняти запис і відновлювати його при повторному натисканні. Отриманий у результаті відеоролик схожий на формат GIF. Застосунок також дозволяє записувати звук, робити найпростіший монтаж, збільшувати швидкість відтворення відео і вставляти в нього фото. 3 липня 2013 року в новому оновленні додали функцію перегляду попереднього кадру Ghost Tools.
На момент запуску програми застосунок був доступний тільки користувачам смартфонів iOS від Apple. 3 червня 2013 року вийшла версія для Android. Проте можливості Android версії були значно обмежені. Так, наприклад, функцію пошуку було додано лише 21 червня 2013 року.

## Відносини з Facebook
Відразу після запуску застосунок дозволяв користувачу додавати його друзів з соціальної мережі Facebook. Однак у той самий день Facebook заборонив використання цієї функції. Очевидно, це стало відповіддю на заборону Twitter шукати друзів застосунком Instagram після того, як його придбав Facebook.